# إنغريد باول
إنغريد باول (بالهولندية: Ingrid Paul)‏ هي متزلجة هولندية، ولدت في 14 ديسمبر 1964 في خاودا في هولندا.

## وصلات خارجية
- إنغريد باول على موقع SpeedSkatingBase.eu (الإنجليزية)
- إنغريد باول على موقع SpeedSkatingNews.info (الإنجليزية)
- إنغريد باول على موقع SpeedSkatingStats.com (الإنجليزية)
- إنغريد باول على موقع أوليمبيديا (الإنجليزية)